# Modisimus guatuso
Modisimus guatuso là một loài nhện trong họ Pholcidae. Loài này komt voor van Nicaragua totPanama.